# Hồng Phong, Lạng Sơn
Hồng Phong là một xã thuộc tỉnh Lạng Sơn, Việt Nam.
Xã Hồng Phong có diện tích 70,11 km², dân số năm 1999 là 3.298 người, mật độ dân số đạt 47 người/km².
Theo thống kê năm 2019, xã Hồng Phong có diện tích 70,11 km², dân số là 3.559 người, mật độ dân số đạt 51 người/km².